# Atez
Atez (em castelhano) ou Atetz (em basco) é um município da Espanha na província e Comunidade Foral (autónoma) de Navarra. Tem 26,33 km² de área e em 2021 tinha 221 habitantes (densidade: 8,4 hab./km²).

## Demografia
| Variação demográfica do município entre 1991 e 2004 | Variação demográfica do município entre 1991 e 2004 | Variação demográfica do município entre 1991 e 2004 | Variação demográfica do município entre 1991 e 2004 |
| --------------------------------------------------- | --------------------------------------------------- | --------------------------------------------------- | --------------------------------------------------- |
| 1991                                                | 1996                                                | 2001                                                | 2004                                                |
| 194                                                 | 213                                                 | 232                                                 | 230                                                 |